# Mother Russia
Mother Russia – jedyny album studyjny grupy muzycznej Nikołaja wydany po raz pierwszy w Rosji w 1995 roku. Grupa składała się z ex-frontmenów Gorky Park Nikołaja Noskowa i gitarzysty Dmitrija Czetwiergowa.

## Lista utworów
Opracowano na podstawie materiału źródłowego
1. „Best of Best” – 4:20
2. „Hope Dies Last” – 5:20
3. „Power of Beauty” – 4:51
4. „High of Love” – 4:05
5. „Mother Russia” – 5:03
6. „Romans” – 4:15
7. „Reckless” – 3:45
8. „Mercy” – 5:08
9. „Limit of Love” – 3:50
10. „Hold the Line” – 3:58
11. „Dark Horse” – 3:15
12. „Miracle” – 4:48
13. „Wintry Evening” – 3:20